# Personnages de Danganronpa
Cette liste présente les personnages de la série de jeu vidéo Danganronpa développée par Spike Chunsoft. L'histoire suit les étudiants de Hope's Peak Acadamy (Académie du Pic de L'Espoir) qui se retrouvent emprisonnés dans leur école par un ours en peluche nommé Monokuma qui les forces à s'entre-tuer. En 2019, la série est constituée de quatref jeux : Danganronpa: Trigger Happy Havoc, Danganronpa 2: Goodbye Despair, Danganronpa Another Episode: Ultra Despair Girls et Danganronpa V3: Killing Harmony, plusieurs romans spin-off et deux séries animés, Danganronpa: The Animation (2013) qui reprend les événements du premier jeu et  Danganronpa 3: The End of Hope's Peak High School (2016) qui sert à la fois de prequel à la série et de conclusion à l'arc narratif de Hope's Peak Academy. 

## Monokuma
Doublage : Nobuyo Oyama (2014 - 2016), Tarako Isono (2016 - présent) (Japonais); Greg Ayres (anime), Brian Beacock (jeux) (Anglais)
Monokuma (モノクマ) est le principal antagoniste de la série. Il se présente sous la forme d'un ours en peluche télécommandé avec une moitié de son corps de couleur blanche et l'autre moitié de couleur noire avec un œil rouge et un sourire maléfique. Cette apparence montre l'opposition centrale dans la série entre l'espoir et le désespoir. Il se présente dans le premier jeu comme le principal de l'académie et lance la tuerie.
Il est sadique, impatient et malicieux. Il se régale de la souffrance des autres, et cherche par tous les moyens à les faire tomber dans le désespoir. Il fait régulièrement des jeux de mots sur son apparence d'ours et n'hésite pas à casser le quatrième mur. Malgré tout, il sait se montrer sérieux quand il le faut et il est très strict sur les règles, punissant ceux qui les brisent et se les appliquant à lui-même. Plusieurs exemplaires de Monokuma sont présents dans l'académie, et il est au courant de tout ce qui se passe à l'aide des caméras de surveillance présentes un peu partout. Il n'hésite pas à surgir à n'importe quel moment, surprenant les Lycéens.
Dans les jeux, le principal mystère que les étudiants doivent résoudre est l'identité de la personne contrôlant Monokuma, qui est appelé le mastermind. Ses motivations restent aussi un mystère qui est révélé progressivement au fur et à mesure des indices qu'il laisse volontairement derrière lui. Dans les deux premiers jeux, c'est Junko Enoshima qui se sert de Monokuma; Dans l'animé Danganronpa 3, il est contrôlé par Kazuo Tengan. Dans Danganronpa V3, il est accompagné des Monokub's et se révèle être contrôlé par Tsumugi Shirogane.
Dans la première ébauche du jeu (Danganronpa Distrust), Monokuma devait avoir un design bien différent représentant un homme avec la moitié de la peau en moins, mais l'équipe de développement jugea l'image bien trop violente et choisirent cette image d'ours en peluche.

## Danganronpa: Trigger Happy Havoc
- Kyoko Kirigiri (霧切 響子 Kirigiri Kyōko) :

Personnage majeur du premier jeu, elle apparaît au premier abord comme une jeune fille mystérieuse et peu sociable qui ne fait pas confiance aux autres. Il s'avère qu'elle souffre d'amnésie et ne se souvient plus de son propre talent. Elle se révèle bientôt indispensable grâce à ses raisonnements et ses capacités d'observation. Elle découvre finalement qu'elle vient d'une famille de détective, d'où son talent de "détective ultime" (超高校級の「探偵」 Chō-kōkō-kyū no "Tantei"; Ultimate Detective) et que son
père est le véritable principal de l'académie. De par cette position, ses souvenirs étaient trop dangereux pour Monokuma qui a décidé de les supprimer. Elle finit petit à petit par faire confiance à Makoto, avec lequel elle fait éclater la vérité, déjouant ainsi les plans de Monokuma. Elle survit à la tuerie et rejoint la Future Foundation.
Elle réapparait aux côtés de Makoto pour sauver les élèves dans Danganronpa 2. Dans Danganronpa 3, elle se fait empoisonner mais survit grâce à un antidote. Elle devient finalement professeure dans la nouvelle Hope's Peak Academy.
- Makoto Naegi (苗木 誠 Naegi Makoto) :

Doublage : Megumi Ogata (Japonais); Bryce Papenbrook (Anglais)
Le personnage principal du premier jeu, contrôlé par le joueur, se présente comme un adolescent ordinaire qui est arrivé à Hope's Peak Academy après avoir été tiré au sort, ce qui lui vaut le surnom "d'Etudiant Chanceux Ultime" (超高校級の「幸運」 Chō-kōkō-kyū no "Kōun"; Ultimate Lucky Student) même s'il semble généralement avoir plus de malchance que de chance. Il est révélé dans une petite histoire  son talent provient de sa malchance qui annule la chance des personnes autour de lui. Makoto est une personne de très optimiste qui voit des bons côtés dans toutes les situations. Même s'il lui arrive de se laisser emporter par ses sentiments, il arrive à rester concentrer dans les moments de tensions. Il devient un élément indispensable pour la résolution des procès, et finit par déjouer les plans de Monokuma avec Kyoko Kirigiri, ce qui lui vaut le titre d'"Espoir Ultime". Il survit à la tuerie et rejoint la Future Foundation  qui lutte le désespoir et cherche à construire un monde meilleur.
Il réapparaît dans Danganronpa 2: Goodbye Despair pour sauver les élèves piégés dans le Neo-World, et dans l'anime  Danganronpa 3. Il devient finalement le principal de la nouvelle Hope's Peak Academy, créée après la fin de la série.
Doublage : Yōko Hikasa (Japonais); Erika Harlacher (jeux), Caitlin Glass (Anime) (Anglais) 
- Byakuya Togami (十神 白夜 Togami Byakuya) :

Doublage : Akira Ishida (Japonais); Jason Wishnov (jeux), Josh Grelle (anime) (Anglais)
Il s'agit de "l'héritier ultime" (超高校級の「御曹司」 Chō-kōkō-kyū no "Onzōshi"; Ultimate Affluent Progeny). Sa famille possède un groupe très prospère et très puissant dont il est l'unique héritier. Depuis sa naissance il est élevé dans un esprit de compétition. Il se considère ainsi supérieur aux autres et ne supporte pas la défaite. Au début du jeu, il se montre froid, distant et sans compassion. Pour lui, la tuerie n'est qu'un simple jeu avec un gagnant et des perdants. Il considère Makoto comme un rival potentiel et n'hésite à altérer une scène de crime pour tester ses capacités. Il finit par se rapprocher du groupe à la mort de Sakura et s'avère un allié précieux dans la lutte contre Monokuma.
Il a un rôle important dans Danganronpa Another Episode: Ultra Despair Girls où il donne son Hacking Gun à Komaru. Il se fait capturer par les Soldats de l'Espoir afin de servir d’otage. Il est sauvé par Toko accompagné de Komaru. Il intervient avec Makoto et Kyoko dans Danganronpa 2 pour sauver les élèves.
- Toko Fukawa (腐川 冬子 Fukawa Tōko) :

Doublage : Miyuki Sawashiro (Japonais); Amanda Céline Miller(jeux), Carli Mosier (anime) (Anglais) 
Il s'agit de "l'Ecrivain Ultime" (超高校級の「文学少女」 Chō-kōkō-kyū no "Bungaku Shōjo"; Ultimate Writing Progeny). Il s'agit d'une fille assez bizarre  avec un fort complexe de persécution. Elle possède une double personnalité, un tueur en série sanguinaire qui tue les hommes qu'elle trouve attractifs avec une paire de ciseaux. Cette deuxième personnalité est appelée "Genocider Shō". Toko passe de l'une à l'autre à chaque fois qu'elle éternue, ou que l'une d'elles perd connaissance, généralement la vraie Toko à la vue du sang. Les deux personnalités possèdent les mêmes sentiments, notamment le même amour de Byakuya, mais leurs souvenirs sont séparés. Ainsi, Genocide Shō est le seul personnage à garder des souvenirs des deux années passées à Hope's Peak Academy avant le début de la série.
Dans Danganronpa Another Episode: Ultra Despair Girls elle possède un stungun donné par la Future Foundation qui lui permet de changer de personnalité à volonté. Elle fait équipe avec Komaru Naegi, avec qui elle devient amie, afin de sauver Byakuya.
- Aoi Asahina (朝日奈 葵 Asahina Aoi) :

Doublage : Chiwa Saitō (Japonais); Cassandra Lee Morris (jeu), Felecia Angelle (anime) (Anglais)
Surnommée "Hina", il s'agit de la "Nageuse Ultime" (超高校級の「スイマー」 Chō-kōkō-kyū no "Suimā"; Ultimate Swimming Pro). C'est une jeune fille sportive, gentille qui sait transmettre sa bonne humeur. Elle se lie d'amitié avec Sakura Ogami. À la suite de son suicide, elle essaie de tuer ses camarades afin de faire pénitence. Elle survit finalement à la tuerie et devient membre de la fondation future.
Elle fait partie du jeu de chasse de Monokuma dans l'anime Danganronpa 3.
- Yasuhiro Hagakure (葉隠 康比呂 Hagakure Yasuhiro) :

Doublage : Masaya Matsukaze (Japonais); Kaiji Tang (jeux), Christopher Bevins (anime) (Anglais)
Surnommé "Hiro" , c'est le "Devin Ultime" (超高校級の「占い師」 Chō-kōkō-kyū no "Uranaishi"; Ultimate Clairvoyant) même si, de son propre aveux, ses visions ne se réalisent que 30% du temps. C'est un élève décontracté et assez peureux qui a redoublé de nombreuses fois. Il survit à la tuerie et devient membre de la Future Foundation. Il refait des apparitions dans  Danganronpa Another Episode: Ultra Despair Girls et Danganronpa 3.
- Sayaka Maizono (舞園 さやか Maizono Sayaka) :

Doublage : Makiko Ohmoto (Japonais); Dorothy Elias-Fahn (jeux), Monica Rial (anime) (Anglais)
Il s'agit de "l'Idole Ultime" (超高校級の「アイドル」 Chō-kōkō-kyū no "Aidoru"; Ultimate Pop Sensation). C'est une fille joyeuse et énergique qui était la star d'un groupe d'idole, ainsi qu'une étudiante très populaire dans le collège de Makoto, dont elle devient très proche au début du jeu. Après avoir appris la mort des membres de son groupe à cause de Monokuma, elle élabore un plan pour tuer Léon et faire accuser Makoto. Cependant, son plan échoue et c'est elle qui est tuée, devenant la première victime de la tuerie
- Leon Kuwata (桑田 怜恩 Kuwata Reon) :

Doublage : Takahiro Sakurai (Japonais); Grant George (game), Justin Cook (anime) (Anglais)
Prodige du Baseball, il s'agit du "Joueur de Baseball Ultime" (超高校級の「野球選手」 Chō-kōkō-kyū no "Yakyū Senshu"; Ultimate Baseball Star). Malgré son talent, il ne supporte pas les restrictions que lui impose ce sport et souhaite devenir musicien. Il tue Sayaka après avoir fait échouer sa tentative de meurtre. Démasqué au cours du procès, il est exécuté en étant criblé de balles de baseball.
- Chihiro Fujisaki (不二咲 千尋 Fujisaki Chihiro) :

Doublage : Kōki Miyata (Japonais); Dorothy Elias-Fahn (jeux), Kara Edwards (anime) (Anglais)
Connu sous le nom de "Programmeur Ultime" (超高校級の「プログラマー」 Chō-kōkō-kyū no "Puroguramā"; Ultimate Programmer), c'est un garçon timide et peu sûr de lui. A cause son apparence efféminé et de sa faiblesse physique, il est l'objet de moqueries depuis son enfance, et a décidé de s'habiller en fille. Après le premier meurtre, Monokuma menace de divulguer les secrets de chaque étudiant. Il décide de se confier à Mondo, qu'il considère comme un homme fort capable de garder son secret. Ce dernier se rappelle ses propres faiblesses en écoutant Chihiro et le tue dans un moment de rage. La scène du crime est ensuite modifiée par Byakuya qui fait passer le meurtre pour celui de Genocide Shō. Avant sa mort, il a le temps de laisser un ordinateur contenant "Alter Ego", une intelligence artificielle qui possède la même personnalité que son créateur.
Bien que Chihiro soit mort, Alter Ego apparaît dans Danganronpa 2: Goodbye Despair en tant qu'architecte du Neo-World Program.
- Mondo Owada (大和田 紋土 Ōwada Mondo) :

Doublage : Kazuya Nakai (Japonais); Keith Silverstein (game), Christopher R. Sabat (anime) (Anglais)
Le "Chef de Gang Ultime" (高校級の「暴走族」 Chō-kōkō-kyū no "Bōsōzoku"; Ultimate Biker Gang Leader) est un étudiant colérique mais avec un grand sens de l'honneur qui l'empêche de briser ses promesses. Chef du plus grand gang de moto de Japon, il garde secret le fait qu'il soit responsable de la mort de son frère qui l'a sauvé d'un accident de la route au cours d'une course provoqué par Mondo. Trop faible pour faire face à sa responsabilité et inquiet que Monokuma révèle son secret, il jalouse la force de Chihiro qui est prêt à affronter sa faiblesse, et le tue d'un coup d'altère à la tête. Il tentera tout de même de garder le secret que lui a confié Chihiro jusqu'à la fin. Reconnu coupable au cours du procès, il est attaché à une moto lancée à vive allure dans une cage électrique ce qui finit par le tuer.
- Kiyotaka Ishimaru (石丸 清多夏 Ishimaru Kiyotaka) :

Doublage : Kōsuke Toriumi (Japonais); Sean Chiplock (jeux), Austin Tindle (anime) (Anglais)
Surnommé "Taka", il s'agit du "Guide Moral Ultime" (超高校級の「風紀委員」 Chō-kōkō-kyū no "Fūki īn"; Ultimate Moral Compass). Très à cheval sur les règles, il souhaite devenir premier ministre pour laver l'honneur de sa famille après les erreurs faites par son grand père au gouvernement. Il devient très ami avec Mondo dont la mort le laisse traumatisé. Après qu'Alter Ego lui ai remonté le moral, il prend une personnalité proche de celle de son ami. Cependant, il est tué peu après par Hifumi, agissant sous les ordres de Céleste, d'un coup de marteau à la tête, faisant de lui la quatrième victime.
- Hifumi Yamada (山田 一二三 Yamada Hifumi) :

Doublage : Kappei Yamaguchi (Japonais); Lucien Dodge (jeux), Tyson Rinehart (anime) (Anglais)
Le "Créateur de Fanfiction Ultime" (超高校級の「同人作家」 Chō-kōkō-kyū no "Dōjinsakka"; Ultimate Fanfic Creator) est un otaku obèse qui est devenu célèbre après avoir vendu 1000 de ses œuvres lors d'un festival. Clamant qu'il n'a d'intérêts que dans le monde de la 2D, il tombe amoureux d'Alter Ego et se fait manipuler par Céleste qui le pousse à tuer Kiyotaka, avant d'être tué de la même manière. Il devient ainsi la cinquième victime de la tuerie.
- Celestia Ludenberg (セレスティア・ルーデンベルク Seresutia Rūdenberuku) :

Doublage : Hekiru Shiina (Japonais); Marieve Herington (jeux), Lindsay Seidel (anime) (Anglais)
Aussi appelée Céleste, c'est la "Parieuse Ultime" (超高校級の「ギャンブラー」 Chō-kōkō-kyū no "Gyanburā"; Ultimate Gambler), connue également sous le nom de Reine des Menteurs. Jeune fille habillée en lolita, elle est de tempérament plutôt calme, même si elle peut se mettre vraiment en colère quand elle est poussée à bout. Elle part du principe qu'il faut s'adapter si on veut survivre et rêve de se construire un château en Europe. Lors de son procès, elle a également ajouté qu’elle aurait aimé se réincarner en Marie-Antoinette. Attirée par l'argent promis par Monokuma en cas de meurtre, elle manipule Hifumi pour qu'il tue Kiyotaka avant de le tuer elle-même. Elle élabore également un stratagème pour accuser Hiro. Finalement démasquée, elle est conduite sur un bûcher où elle se fait écraser au dernier moment par un camion de pompier. Les derniers mots d'Hifumi avant sa mort révèle le vrai nom de Céleste : Taeko Yasuhiro (安広 多恵子 Yasuhiro Taeko).
- Sakura Ogami (大神 さくら Ōgami Sakura) :

Doublage : Kujira (Japonais); Jessica Gee-George (jeux), Rachel Robinson (anime) (Anglais) 
La "Combattante d'Arts Martiaux Ultime" (超高校級の「格闘家」 Chō-kōkō-kyū no "Kakutōka"; Ultimate Martial Artist) est une élève effrayante mais gentille. Souvent confondue avec un homme, elle est surnommée "l'Ogre" par Yasuhiro. Elle devient rapidement la meilleure amie de Hina, mais il s'avère qu'elle sert d'espionne à Monokuma qui détient en otage sa famille. Pour mettre fin au climat de suspicion et aux conflits qui suivent cette révélation, elle décide de se suicider en ingérant du poison.
- Junko Enoshima (江ノ島 盾子 Enoshima Junko) :

Doublage : Megumi Toyoguchi (Japonais); Amanda Celine Miller/Erin Fitzgerald (jeux), Jamie Marchi (anime) (Anglais)
Présentée au début du jeu comme la "Top Modèle Ultime" (超高校級の「ギャル」 Chō-kōkō-kyū no "Gyaru"; Ultimate Fashionista), elle se fait rapidement tuer par Monokuma après l'avoir agressé. Plus, tard on découvre qu'elle est en fait le mastermind derrière la tuerie et que la Junko qui s'est fait tuer est en fait sa sœur jumelle, Mukuro Ikusaba. Son titre de Top Modèle Ultime cache sa véritable identité : " le Désespoir Ultime" (超高校級の「絶望」 Chō-kōkō-kyū no Zetsubō; Ultimate Despair). Elle est à l'origine de la tuerie qu'elle a organisée avec sa sœur, et de l'état du monde extérieur. Elle a en effet manipulé Izuru Kamukura, un étudiant créé par l'académie et possédant tous les talents, afin qu'il "tue" les membres du conseil des étudiants. Celle-ci étouffe l'affaire, mais Junko la révèle au grand jour provoquant la colère des étudiants de la réserve, insatisfaits de leur traitement et qu'elle manipule. Petit à petit cette révolte se propage au reste du monde qui plonge dans le chaos. Elle arrive à se faire enfermer avec sa classe dans l'académie qui est transformée en refuge pour préserver cette jeunesse qui est l'espoir de ce monde, et met en marche son plan : faire s'entre-tuer les étudiants de Hope's Peak et rediffuser l’événement dans le monde entier afin de détruire la dernière lueur d'espoir. Quand Makoto déjoue ce plan en refusant d'abandonner l'espoir, elle se délecte du désespoir qu'elle ressent et se suicide en s'infligeant l'intégralité des exécutions. Son cadavre est ensuite démembré par des membres de son organisation, tombés en admiration devant son désespoir. Elle est aidée dans son plan par son vrai talent "l'Analyste ultime" (超高校級の「分析力」Chō kōkō kyū no Bunsekiryoku; Ultimate Analyst), mais celui-ci se révèle inutile devant le talent étrange de Makoto. C'est aussi l'un des personnages de Danganronpa ( avec Nagito Komaeda ) les plus recherchés sur Google.
Dans Danganronpa 2: Goodbye Despair, elle infiltre le Neo-World Program sous une forme de virus, et cherche à implanter son esprit dans le corps des étudiants piégés et mort dans la tuerie. Son plan est déjoué par Hajime Hinata et les autres survivants tandis que Junko disparait avec la déstruction du programme en ne ressentant que de la déception, un sentiment qu'elle hait par-dessus tout.
Junko est une personne qui s'ennuie très facilement, au point qu’elle ne se supporte elle-même. Elle change ainsi très souvent et de façon inattendue de personnalité pour éviter de se lasser d'elle-même.
- Mukuro Ikusaba (戦刃 むくろ Ikusaba Mukuro)

Doublage : Megumi Toyoguchi (Japonais); Amanda Celine Miller (game), Jamie Marchi (anime) (Anglais)
La seizième étudiante est le "Soldat Ultime" (超高校級の「軍人」 Chō-kōkō-kyū no "Gunjin"; Ultimate Soldier). Elle reste inconnue une grande partie du jeu. Seule Kyoko semble au courant de son existence grâce à ses investigations avant que son identité devienne publique, lorsqu'elle est présentée comme la sixième victime. Elle vient d'une unité de mercenaires d'élite appelée Fenrir, et rejoint sa sœur jumelle Junko qu'elle incarne au début de la tuerie. Cette dernière décide de la trahir et la tue lorsqu'elle essaie de se rebeller.
- Jin Kirigiri (霧切 仁 Kirigiri Jin)

Doublage : Kappei Yamaguchi (jeux), Rikiya Koyama (anime) (Japonais); J. Michael Tatum (anime) (Anglais)
Le principal de Hope's Peak Academy est le père de Kyoko qu'il abandonne alors qu'elle n'est qu'une enfant. Il décide de transformer l'académie en refuge pour protéger Makoto et ses amis, mais sans connaître la véritable identité de Junko. Celle-ci le tue avant d'effacer les souvenir de ses camarades et de lancer la tuerie.

## Danganronpa 2: Goodbye Despair
- Hajime Hinata (日向 創 Hinata Hajime) :

Doublage :  Minami Takayama (Japonais); Johnny Yong Bosch (Anglais),
Le protagoniste principal de Danganronpa 2 est un étudiant qui rêve d'intégrer Hope's Peak Academy. Cependant il ne possède aucun souvenir du talent qui lui a permis de réaliser son rêve. Son esprit de déduction lui permet de résoudre les meurtres et de percer le mystère entourant Jabberwock Island. Il découvre finalement qu'il est un étudiant originaire de la réserve, un système mis en place par l'académie pour se sauver de la faillite et qui permet aux étudiants sans talent d'intégrer Hope's Peak contre des frais très élevés. Son manque de talent, souvent moqué malgré le soutien de Chiaki, le pousse à se porter volontaire pour une expérience menée par Hope's Peak afin de créer "l'Espoir Ultime" (Ultimate Hope), un étudiant qui posséderait tous les talents. Dans le processus, sa personnalité est profondément bouleversée. Il devient Izuru Kamukura, un être si talentueux qu'il perd tout intérêt dans le monde et les personnes qui l'entourent. Il se fait manipuler par Junko qui l'accuse à tort du meurtre des membres du conseil des étudiants. Il finit par se laisser capturer par la Future Foundation, afin d'implanter l'intelligence artificielle de Junko dans le Neo-World Program. Dans Danganronpa 3, on apprend qu'il s'agissait d'un plan afin de se débarrasser de Junko Enoshima une fois pour toutes, Izuku étant délivré de son emprise par l’électrochoc provoqué par la mort de Chiaki.. Malgré avoir appris la vérité, Hajime parvint à réfléchir par lui même et aide ses camarades à détruire Junko. Il s'échappe de la simulation et choisit de vivre en tant qu' Hajime Hinata et se sert de ses nouveaux talents pour ramener à la vie ses amis décédés dans la tuerie.
- Chiaki Nanami (七海 千秋 Nanami Chiaki)

Doublage :  Kana Hanazawa (Japonais); Christine Marie Cabanos (Anglais),
Il s'agit de la "Joueuse Ultime" (超高校級の「ゲーマー」 Chō-kōkō-kyū no "Gēmā"; Ultimate Gamer). C'est une étudiante toujours endormie et sans aucunes connaissances du monde à l'exception des jeux vidéo. Elle se révèle pourtant être un personnage central dans le jeu et devenant le principal soutien de Hajime dans la plupart des procès grâce à sa vivacité d'esprit. Elle tombe dans le piège laissé par Nagito pour la sauver et le tue accidentellement. Elle se sacrifie pour sauver ses camarades au cours du procès en révélant sa véritable identité afin d'être reconnue coupable. Elle se fait exécuter en étant écrasée par des blocs de Tétris. Il s'avère qu'elle est une intelligence artificielle implantée dans le jeu aux côtés de Monomi afin de protéger et observer les autres étudiants pendant l'expérience du Neo-World Program mené par la Future Foundation.
Dans l'anime Danganronpa 3, on découvre que Chiaki a vraiment existé. Membre de la classe 77 comme tous les participants à la tuerie (à l'exception de Hajime avec lequel elle devient ami), elle est désignée déléguée de classe après avoir aidé ses camarades à former des liens. Cette position lui vaut d'être tuée de façon horrible par Junko afin de faire sombrer le reste de sa classe dans le désespoir. Cette mort touche profondément Izuru Kamukura qui se libère de l'emprise de Junko et commence à préparer sa vengeance.
C'est la seule victime de cette tuerie à ne pas revenir à la vie car son corps est mort dans la réalité tandis que les autres victimes sont simplement plongées dans un coma profond.
- Nagito Komaeda (狛枝 凪斗 Komaeda Nagito)

Doublage : Megumi Ogata (Japonais); Bryce Papenbrook (Anglais),
Personnage ayant une forte ressemblance avec Makoto, il s'agit également de "l'Etudiant Chanceux Ultime" (超高校級の「幸運」 Chō-kōkō-kyū no "Kōun"; Ultimate Lucky Student). Comme le héros du premier jeu, il est optimiste et croie en l'espoir, mais il semble réellement chanceux et a une confiance aveugle en celle-ci. Présenté comme un étudiant intelligent et enjoué, il se présente rapidement très dérangé dans sa recherche de l'espoir ultime qu'il considère comme un bien que seuls ses talentueux camarades peuvent atteindre. Il est prêt à mettre en œuvre tous les moyens possibles pour atteindre son but, notamment à se sacrifier, aider le tueur ou sacrifier les autres étudiants. Il croit fortement au talent, considérant les ultimes comme des êtres supérieurs capables de combattre le désespoir, mais montrant du dédain pour ceux qui n'en possèdent pas, comme le montre son changement d'attitude envers Hajime quand il apprend son appartenance la réserve. Cet état d'esprit lui vaut bientôt d'être détesté par les autres étudiants qui le considèrent toujours comme le suspect principal des meurtres. Après avoir découvert la vérité à propos de sa classe, il élabore un stratagème pour tuer tout le monde sauf le traître de la "Future Foundation", Chiaki, en provoquant sa propre mort. Cependant, grâce au sacrifice de celle-ci, son plan échoue.
- Fuyuhiko Kuzuryu (九頭龍 冬彦 Kuzuryū Fuyuhiko)

Doublage : Daisuke Kishio (japonais); Derek Stephen Prince (jeux), Aaron Dismuke (anime) (anglais),
Malgré son apparence enfantine, il s'agit du "Yakuza Ultime" (超高校級の「極道」 Chō-kōkō-kyū no "Gokudō"; Ultimate Yakuza). Héritier du gang le plus important du Japon, il est désagréable et arrogant envers les autres étudiants, ce qui lui vaut d'être mis à l'écart du groupe. Ayant appris les circonstances de la mort de sa sœur qu'il avait oublié en même temps que ses autres souvenirs de Hope's Peak Academy, il confronte Mahiru afin de vraiment connaître la vérité. Dans un moment de colère, il est sur le point de la tuer, mais il est précédé par Peko, son garde du corps, qui élabore un plan pour le sauver. Celle-ci est finalement reconnue coupable et blesse Fuyuhiko, qui perd un œil, au cours de son exécution, avant de le protéger en lui servant de bouclier humain. Traumatisé par cette épreuve, il s'ouvre peu à peu et finit par être intégré totalement dans le groupe. Il quitte le monde virtuel en ayant survécu à la tuerie.
- Akane Owari (終里 赤音 Owari Akane)

Doublage : Romi Park (japonais); Wendee Lee (jeux), Morgan Garrett (anime) (anglais),
Jeune fille lente d'esprit et sportive qui aime manger par-dessus tout, il s'agit de la "Gymnaste Ultime" (超高校級の「体操選手」 Chō-kōkō-kyū no "Taisō senshu"; Ultimate Gymnast). Son passé difficile l'a rendu très directe et assez agressive. Elle forme un lien puissant avec Nekumaru qu'elle considère comme un rival. Elle fait partie des étudiants qui quittent le monde virtuel en vie.
- Sonia Nevermind (ソニア・ネヴァーマインド Sonia Nevāmaindo)

Doublage : Miho Arakawa (japonais); Natalie Hoover (anglais),
Étudiante étrangère et princesse d'un petit pays européen nommé Novosélic, elle porte le titre de "Princesse Ultime" (超高校級の「王女」 Chō-kōkō-kyū no "Ōjo"; Ultimate Princess). Elle possède plusieurs passions, la pop-culture japonaise, l'occulte et les tueurs en série. Elle devient ainsi très proche de Gundham. Elle quitte le monde virtuel en vie.
- Kazuichi Soda (左右田 和一 Sōda Kazuichi)

Doublage : Yoshimasa Hosoya (japonais); Kyle Hebert (anglais),
Le "Mécanicien Ultime" (超高校級の「メカニック」 Chō-kōkō-kyū no "Mekaniku"; Ultimate Mechanic) est un étudiant qui aime se faire remarquer mais qui se révèle être très peureux. Passant son temps à draguer Sonia, il se fait sans arrêts rejeter, celle-ci préférant Ghundam. Avec sa passion pour la mécanique, il souhaite démonter Nekomaru après que celui-ci soit transformé en robot. Après sa mort, Kazuichi utilise ses restes pour créer une horloge parlante en forme de Nekomaru surnommée "Minimaru" qu'il offre à Akane. Il fait partie des 5 étudiants à rejoindre le monde réel en vie.
- Ultimate Impostor (超高校級の「詐欺師」 Chō-kōkō-kyū no "Sagishi")

Personne mystérieuse dont seul le titre d'"Imposteur Ultime" (Ultimate Imposteur) est connu, il possède la capacité d’imiter à la perfection n'importe quelle personne. Dans Danganronpa 2, il incarne un Byakuya en surpoids avec une passion pour la nourriture. Il se proclame leader du groupe et fait tout son possible pour éviter le début de la tuerie. Il devient la première victime après avoir été tué par Teruteru à la place de Nagito.
La présence de Byakuya reste pendant la grande majorité du jeu une source de confusion et de mystère à la fois pour le joueur, mais également pour les personnages lorsqu'ils apprennent le déroulement de la tuerie du premier jeu.
- Teruteru Hanamura (花村 輝々 Hanamura Teruteru)

Doublage : Jun Fukuyama (Japonais); Todd Haberkorn (Anglais),
Le "Cuisiner Ultime" (超高校級の「料理人」 Chō-kōkō-kyū no "Ryōrinin"; Ultimate Cook) est un petit étudiant qui passe son temps à faire des remarques perverses. Préférant se faire appeler le "Chef Ultime" (Ultimate Chef), il affirme venir d'une grande ville, alors qu'il n'est que cuisiner dans le restaurant familial situé dans une province très rurale du Japon. Donnant l'impression de ne pas croire Monokuma concernant les souvenirs effacés, il est en fait le plus inquiet de tous et souhaite apprendre ce qui est arrivé à ses proches. Il apprend le plan de Nagito pour le premier meurtre et décide de le tuer, mais il se trompe et tue Byakuya. Désigné coupable au cours du procès, il est exécuté en étant frit dans un volcan, sans apprendre le sort réservé à sa famille.
- Mahiru Koizumi (小泉 真昼 Koizumi Mahiru)

Doublage : Yū Kobayashi (Japonais); Carrie Keranen (Anglais),
La "Photographe Ultime" (超高校級の「写真家」 Chō-kōkō-kyū no "Shashinka"; Ultimate Photographer) est une jeune fille de caractère possédant de la haine envers les hommes. Étant indirectement impliquée dans le meurtre de la sœur de Fuyuhiko, celui-ci la confronte. Au cours de la discussion, il est pris de rage et veut la tuer. Cependant, c'est Peko qui inflige le coup de grâce avec une batte de baseball afin que Fuyuhiko ne devienne pas le meurtrier. Il s'agit de la seconde victime de cette tuerie.
- Peko Pekoyama (辺古山 ペコ Pekoyama Peko)

Doublage :  Kotono Mitsuishi (Japonais); Janice Kawaye (jeux), Clarine Harp (anime) (Anglais),
"L'Epéiste Ultime" (超高校級の「剣道家」 Chō-kōkō-kyū no "Kendōka"; Ultimate Swordswoman) est une étudiante calme, qui ne montre jamais ses vraies émotions. Elle est maître de Kendo et transporte tout le temps une épée en bambou. Elle est en fait une orpheline recueillie par le clan Kuzuryu et élevée avec Fuyuhiko afin de lui servir de garde du corps. Elle tue Mahiru à la place de Fuyuhiko, et tente de sauver ce dernier en se désignant, après avoir été désignée coupable, comme un outil sans volonté au service des Kuzuryu, ce qui ferait de lui le coupable. Cependant, comme Fuyuhiko ne peut pas la voir comme un simple outil, mais comme une amie très proche, elle est exécutée en combattant une armée de marionnettes. Au cours du combat, elle blesse gravement Fuyuhiko à l'oeil, et se sacrifie en lui servant de bouclier humain.
- Ibuki Mioda (澪田 唯吹 Mioda Ibuki)

Doublage :  Ami Koshimizu (Japonais); Julie Ann Taylor (jeux), Brina Palencia (anime) (Anglais),
Jeune fille énergétique et pleine d'entrain, la "Musicienne Ultime" (超高校級の「軽音楽部」 Chō-kōkō-kyū no "Keiongaku-bu"; Ultimate Musician) était membre d'un Girls band connu qu'elle a quitté pour des raisons artistiques. Son ouïe exceptionnelle est un grand atout dans la résolution des meurtres. Elle se fait étrangler puis pendre par Mikan, devenant ainsi la troisième victime.
- Hiyoko Saionji (西園寺 日寄子 Saionji Hiyoko)

Doublage : Suzuko Mimori (Japonais); Kira Buckland (Anglais),
La "Danseuse Traditionnelle Ultime" (超高校級の「日本舞踊家」 Chō-kōkō-kyū no "Nihonbuyōka"; Ultimate Traditional Dancer) est une étudiante à l'apparence enfantine qui est connue dans le monde entier en tant que danseuse japonaise traditionnelle. Malgré son apparence, elle est égoïste et malicieuse, n'hésitant pas à dire des choses très dures à ses camarades. Elle se sert notamment de Mikan comme souffre-douleur, passant son temps à la rabaisser et à l'insulter. Elle devient très proche de Mahiru et garde une forte rancune envers Fuyuhiko qu'elle considère comme le responsable de sa mort. Elle a la gorge tranchée par Mikan après l'avoir surprise en train de tuer Ibuki, devenant la quatrième victime.
- Mikan Tsumiki (罪木 蜜柑 Tsumiki Mikan)

Doublage :  Ai Kayano (Japonais); Stephanie Sheh (Anglais),
"L'Infirmière Ultime" (超高校級の「保健委員」 Chō-kōkō-kyū no "Hokenīn"; Ultimate Nurse) est une étudiant timide, anxieuse et très facilement intimidée à cause d'une enfance difficile, fait d'abus et de cruauté. Elle se fait infecter par la "maladie du désespoir" créée par Monokuma, et retrouve ses souvenirs de servantes de Junko Enoshima, qu'elle considère comme son seule amour. Afin de l'impressionner, elle étrangle Ibuki et tranche la gorge de Hiyoko qui l'a surprise. Elle se fait exécuter en étant placée sur une roquette en forme de main tirée vers l'espace. 
- Nekomaru Nidai (弐大 猫丸 Nidai Nekomaru)

Doublage : Hiroki Yasumoto (Japonais); Patrick Seitz (Anglais),
Le "Coach Sportif Ultime" (超高校級の「マネージャー」 Chō-kōkō-kyū no "Manējā"; Ultimate Team Manager) est un étudiant robuste et spontané qui était le coach d'une équipe de Baseball qu'il fit arriver en finale nationale. Pendant la tuerie, il servit de coach pour Akane dont il reconnait le potentiel. Il se fait mortellement blesser par Monokuma en protégeant cette dernière, mais il se fait soigner en devenant un robot, surnommé par Chiaki "Mechamaru". Il se fait tuer peu de temps après par Gundham dans le "palais du rire" (Fun House). Kazuichi se sert de ses restes pour construire une horloge parlante surnommée "Minimaru" qu'il offre à Akane.
- Gundham Tanaka (田中 眼蛇夢 Tanaka Gandamu)

Doublage : Tomokazu Sugita (japonais); Chris Tergliafera (jeux), Scott Frerichs (anime) (anglais),
"L'Eleveur Ultime" (超高校級の「飼育委員」 Chō-kōkō-kyū no "Shīkuīn"; Ultimate Breeder) est un étudiant assez sombre qui adopte un ton et des manières dramatiques. Ses seuls amis sont quatre hamsters, Sun-D, Jum-P, Maga-Z, et Cham-P qu'il appelle les "Four Dark Devas of Destruction" (Quatre Dieux des Ténèbres de la Destruction). Il se rapproche de Sonia qui adore également l'occulte. Dans le "palais du rire" (Fun House), il choisit de tuer Nekomaru plutôt que de se laisser mourir de faim. Dans un flashback, il s'avère qu'il a eu un combat loyal avec ce dernier et ne l'a pas pris par surprise. Les deux adversaires étaient convaincus que si l'un d'eux ne mourrait pas, les autres étudiants resteraient emprisonnés jusqu'à ce qu'ils meurent de faim. Il se fait exécuter en étant écrasé par un troupeau de taureaux, après avoir mis ses hamsters à l'abri. 
- Usami (ウサミ) / Monomi (モノミ)

Doublage : Takako Sasuga (japonais); Rebecca Forstadt (jeux), Anastasia Muñoz (anime) (anglais),
Connue également sous le nom de "Magical Girl Miracle ★ Usami", il s'agit d'un lapin en peluche rose qui se présente à l'origine comme le professeur responsable du voyage scolaire. Elle perd rapidement son titre lorsque Monokuma arrive et détruit son bâton magique, responsable de ses pouvoirs. Par la même occasion, il change son apparence afin qu'elle lui ressemble, avec la moitié de son corps rose et l'autre blanche et la renomme Monomi. Peu aimée des étudiants qui la considèrent comme l'alliée de Monokuma et lui reproche de garder trop de secrets, elle se révèle être un programme comme Chiaki ayant pour rôle de les guider dans leur recherche des fragments d'espoir (Hope's Fragment). Elle se fait exécuter en même temps que Chiaki, mais réapparaît lorsque le monde virtuel est déconnecté pour tuer Junko.

## Danganronpa Another Episode: Ultra Despair Girls
- Komaru Naegi (苗木 こまる Naegi Komaru)

Aya Uchida (japonais); Cherami Leigh (jeux), Alexis Tipton (anime) (anglais)
La jeune sœur de Makoto est l’héroïne principale de Danganronpa Another Episode: Ultra Despair Girls. Enfermée dans un appartement, elle n'est pas au courant de la situation du monde extérieur. Après s'être fait attaquer par un robot Monokuma, Byakuya lui donne le Hacking Gun. Elle tente de fuir la ville, mais elle se fait attraper par les Warrior's of Hope (Soldats de l'espoir) qui la forcent à participer à leur jeu de chasse au démon (Demon Hunting Game) durant lequel elle rencontre Toko. Finalement, il s'avère que ses épreuves faisaient partie d'un plan de Monaca afin qu'elle devienne la nouvelle Junko. À l'aide de Toko, elle retrouve l'espoir et décide de rester afin d'aider les habitants de la ville. Ne possédant pas de talent particulier, elle est surnommée la "Fille Normale avec un Frère Ultime" (超高校級の兄を持つ“ふつうの少女” Chō kōkō-kyū no Ani o Motsu "Futsū no Shōjo"; Ordinary Girl with an Ultimate Big Brother).
- Warriors of Hope (希望の戦士 Kibō no Senshi) : Groupe de 5 enfants, fans de jeux de rôle, issus de la branche école élémentaire de Hope's Peak Academy, ayant pour mission de suivre des enfants prodiges, ils sont maltraités et font un pacte suicidaire. Au moment de passer à l'acte, ils sont sauvés par Junko et commencent à l'idôlatrer. Celle-ci les convertit au désespoir en manipulant leurs émotions pour se divertir. Ils manipulent les Monokuma robot et rêvent de créer un paradis pour les enfants en tuant tous les adultes qu'ils appellent des démons. À la fin du jeu, ils réalisent qu'ils se sont fait manipulés par Junko et Monaca et décident de se racheter pour tout ce qu'ils ont fait.
  - Monaca Towa (塔和 最中 (モナカ) Tōwa Monaka) : Anciennement connue comme la "Li'l Ultime Participante au Foyer" (超小学生級の学活の時間 Chō Shōgakusei-kyū no Gakukatsu no Jikan; Li'l Ultimate Homeroom), la principale antagoniste du jeu, véritable chef et mage des Soldats de l'Espoir, ressemble à une petite fille en fauteuil roulant. En apparence polie et mignonne, elle est en fait une sociopathe amoral et manipulatrice qui n'hésite pas à utiliser les troubles mentaux des autres Soldats de l'Espoir afin de les garder sous ses ordres. Il s'avère qu'elle a simulé son propre handicap afin de gagner la pitié des autres et a manipulé le groupe Towa afin de créer les robots Monokuma. Son vrai but n'est pas de créer un paradis pour les enfants mais de déclencher une guerre entre Towa City et la Future Foundation, ainsi que de faire de Komaru la successeure à Junko. Après sa défaite, elle est secourue par Nagito qui l'inspire à devenir Junko. Elle réapparaît dans Danganronpa 3 en tuant Miaya Gekkogahara pour la remplacer par un robot. Confrontée par Toko et Komaru, elle révèle qu'être en présence de Nagito l'a définitivement dégoûté du désespoir. Elle décide de devenir une NEET, s'envolant dans l'espace. Elle révèle qu'elle n'est pas le mastermind derrière la tuerie de Danganronpa 3, mais seulement une troisième partie.
  - Masaru Daimon (大門 大 Daimon Masaru) : Le "Li'l Ultime Sportif" (超小学生級の体育の時間 Chō Shōgakusei-kyū no Taiiku no Jikan; Li'l Ultimate P.E.) est le chef auto-proclamé des soldats de l'espoir. Il est le héros du groupe et rêve de créer un paradis pour enfants après être abusé par son père alcoolique.  Il est vaincu par Komaru et Toko et se fait punir par les Enfants-Monokuma. Il réapparaît dans Danganronpa 3 en tant qu'allié de Komaru.
  - Jataro Kemuri (煙 蛇太郎 Kemuri Jatarō) : Le "Li'l Ultime Artiste" (超小学生級の「図工の時間」chō shōgakusei kyū no “zukō no jikan”; Li'l Ultimate Art) est le prêtre du groupe. Il porte un masque en fer qui cache un mignon visage d'enfant. Ses parents, intimidés par sa beauté, ont abusé émotionnellement de lui. Il n'est jamais sûre si les gens le haïssent ou s'il veut que les gens le haïssent. Il est vaincu par Komaru et Toko avant de se faire punir par les enfants-Monokuma. Il apparait dans Danganronpa 3 comme un allié de Komaru.
  - Kotoko Utsugi (空木 言子 Utsugi Kotoko) : La "L'il Ultime Comédienne" (超小学生級の「学芸会の時間」chō shōgakusei kyū no “gakugeikai no jikan”; Li'l Ultimate Drama) est la combattante des Soldats de l'Espoir. Elle une enfant-actrice qui a subi des abus sexuels, ce qui lui provoque une crise de panique chaque fois qu'elle entend le mot "doux". Sa mère l'a prostituée dans l'industrie du divertissement pour augmenter ses possibilités de carrière tout en la rejoignant souvent pour former un lien mère-fille. Son père a prévu de la vendre comme esclave sexuelle à sa puberté et quitte sa femme pour sa maîtresse. Elle est vaincue par Toko et Komaru et Genocide Shō la sauve de sa punition. Après avoir appris les véritables plans de Monaca, elle décide de la combattre. Elle revient dans Danganronpa 3 comme alliée de Komaru.
  - Nagisa Shingetsu (新月 渚 Shingetsu Nagisa) : Le "L'il Ultime Élève d'éducation civique" ((超小学生級の社会の時間 Chō Shōgakusei-kyū no Shakai no jikan; Li'l Ultimate Social Studies). Il est beaucoup plus mûr et possède beaucoup plus de connaissances que les enfants de son âge. Cela est lié à la pression exercée par son père. Celui-ci était enseignant à l'école élémentaire de Hope's Peak Academy et attendait le meilleur de son fils. Il l'obligea notamment à travailler plusieurs jours de suite en lui injectant des médicaments pour le garder éveillé et des lasers dans les yeux pour le réveiller en cas d'endormissement, tous ça dans le but de déterminer la quantité de stress que peut supporter un enfant. Après la défaite de Masaru, il devient le leader et cherche à guider Komaru en dehors de la ville. Nagito lui révèle les véritables intentions de Monaca qui le pousse à affronter Toko et Komaru qui le battent. Il revient dans Danganronpa 3 comme l'allié de Komaru.

- Shirokuma (シロクマ, lit.Ours Blanc) et Kurokuma (クロクマ, lit. Ours Noir)

Il s'agit de deux variantes de Monokuma. Shirokuma est un ours blanc qui aide la résistance et Kurokuma est un ours noir qui sert de conseiller aux Soldats de l'Espoir. Il s'avère qu'ils sont tous les deux contrôlés par l'intelligence artificielle de Junko qui s'en est servi pour manipuler Monaca. Ils sont finalement détruits par Izuru qui ne supporte pas leur bavardage. Il ramasse ensuite les pièces contenant l'intelligence artificielle et les amène sur Jabberwock, menant aux évènements de Danganronpa 2: Goodbye Despair.
- Haiji Towa (塔和 灰慈 Tōwa Haiji)

Leader de la résistance contre les Soldats de l'Espoir, c'est en fait un lâche égoïste qui rend par ses actions la résistance inefficace. Il a peur que la Futur Foundation découvre que c'est son père qui a fabriqué les robots Monokuma. C'est également le demi-frère de Monaca. Après avoir découvert l'étendue de son plan et être témoin de son refus de tuer les enfants-Monokumas, il perd tout désir de vengeance envers elle et continue de diriger la résistance contre Monokuma.
- Yuta Asahina (朝日奈 悠太 Asahina Yūta)

C'est le petit frère de Aoi Asahina. Attrapé par les Soldats de l'Espoir, il tente d'échapper au jeu de chasse aux démons en nageant hors de la ville, mais est tué quand son bracelet explose pour avoir franchi les limites du jeu.
- Hiroko Hagakure (葉隠 浩子 Hagakure Hiroko)

Il s'agit de la mère de Yasuhiro Hagakure. Elle fait partie de la résistance et est une cible de la chasse aux démons. Elle utilise les informations de Komaru pour aider les autres prisonniers.
- Taichi Fujisaki (不二咲 太市 Fujisaki Taichi)

Le père de Chihiro Fujisaki est un homme possédant des connaissances en hacking. Il aide les deux héroines à progresser au travers de la Tour Towa, mais se fait attaquer et semble-t-il tuer par "Beast Monokuma". Cependant, si le joueur revient après la fin du jeu, le cadavre n'est plus là et une note indique que Taichi refuse de mourir avant d'avoir revu sa femme et son fils vivant.
- Monokuma Kids (モノクマキッズ Monokuma Kidzu)

Un groupe d'enfants qui portent des masques de Monokuma et travaillent avec les robots Monokuma. Leur but est inconnu car ils semblent à la fois aider et gêner Komaru et Toko, ainsi que punir les Soldats de l'Espoir s'ils perdent. Il s'avère qu'ils se font laver le cerveau par leur masque, et que celui-ci est rempli d'explosifs qui se déclenchent si la télécommande des robots Monokuma est détruite.

## Danganronpa 3: The End of Hope's Peak High School[12],[13]
- Kyosuke Munakata (宗方 京助 Munakata Kyōsuke)

L'ancien "Ultime Président du Conseil Étudiant" est le vice-président de la Future Foundation. Il déteste Makoto, lui reprochant de ne pas pouvoir ressentir le désespoir que lui-même a vécu. Pris au piège de la tuerie, son action interdite est d'ouvrir les portes. Apprenant que chaque personne est un attaquant, il tue Kazuo et blesse Juzo. Apprenant que les victimes sont forcées à se suicider et qu'il n'y a pas d'attaquant, il calme sa rage et survit. Regrettant ses actions, il accepte la vision de Makoto et part afin de se racheter.
- Chisa Yukizome (雪染 ちさ Yukizome Chisa)

L'ancienne "Ultime Femme de ménage" était la responsable de la classe 77 dans Danganronpa 3 : Désespoir, celle des étudiants de Danganronpa 2. Son vrai rôle était de découvrir le but de Hope's Peak concernant les élèves de la réserve. Elle parvient à découvrir l'objectif de l'académie, mais est capturée par Junko qui la fait sombrer dans le désespoir en lui montrant la "vidéo du désespoir" créée par Ryota. Elle est la première à mourir au cours de la tuerie de Danganronpa 3 : Futur .
- Ryota Mitarai (御手洗 亮太 Mitarai Ryōta)

Membre de la classe 77, "Ultime Animateur" (超高校級の「アニメーター」 Chō-kōkō-kyū no "Animētā"; Ultimate Animator) est un garçon extrêmement nerveux qui s'est réfugié dans l'animation après avoir été harcelé à l'école. Il est remplacé par "l'imposteur ultime" afin de pouvoir travailler sur un anime qui permettrait de sauver le monde, à l'aide de technique comme des messages subliminaux qui provoquent des réactions chez les spectateurs. Il est vite repéré par Junko qui le manipule afin qu'il fasse une "vidéo du désespoir" qui plonge tous les spectateurs dans le désespoir. Après que ses techniques aient été utilisées au cours de la série, il crée une "vidéo de l'espoir" qui permettrait de faire disparaître toutes les émotions négatives de l'humanité, mais qui la rendrait également sans aucune autre émotion. Il est stoppé net par Hajime qui l'amène vers un autre futur.
- Daisaku Bandai (万代 大作 Bandai Daisaku)

Le "Fermier Ultime" dont l'action interdite est d'être témoin de violence. Il meurt par empoisonnement après avoir assisté au combat entre Ryota et Juzo.
- Great Gozu (グレート・ゴズ Gurēto Gozu)

Le "Lutteur Ultime" dont l'action interdite est d'être maintenu au sol pendant un décompte de trois. Il se suicide après avoir vu la vidéo du désespoir, il est le deuxième à mourir après Chisa, il a même protéger Makoto, Kyoko et Aoi en leur faisant passer la première nuit en sécurité dans une pièce vide.
- Kazuo Tengan (天願 和夫 Tengan Kazuo)

C'est l'ancien principal de Hope's Peak Academy et président de la Future Foundation, Très bon combattant malgré son âge, son action interdite est de "répondre à une question par un mensonge". Il est tué par Kyosuke après lui avoir révélé l'identité de l'attaquant. Il s'avère que c'était lui le responsable de cette tuerie, il avait obtenu les vidéos du suicide et du désespoir par Chisa (en tant que rémanente du désespoir) avant la tuerie. Son objectif était de convaincre Ryota d'utiliser la "vidéo de l'espoir" pour faire disparaître le désespoir de la surface de la Terre et de se débarrasser des rémanents qui étaient dans la future fondation.
- Seiko Kimura (忌村 静子 Kimura Seiko)

La "Pharmacienne Ultime", est une ancienne élève de Hope's Peak qui s'est fait renvoyer avec Ruruka et Sonosuke à la suite d'un accident causé par Nagito. Son action interdite est de « laisser quelqu'un marcher sur son ombre ». Elle était l'amie de Ruruka mais cette dernière l'a insulter et lui a dit qu'elle n'a jamais été son amie vu qu'elle refuse de manger des sucreries à cause de problèmes d'allergie. Elle prend une drogue qui l'a métamorphoser en monstre et chasse Ruruka et Sonosuke pour se venger. Elle se suicide après avoir vu la vidéo du désespoir.
- Sonosuke Izayoi (十六夜 惣之助 Izayoi Sōnosuke)

Le "Forgeron Ultime" entretient une relation avec Ruruka et adore ses bonbons. Son action interdite est de "mettre de la nourriture dans sa bouche". Il est tué par Ruruka qui déclenche cette action après qu'il a découvert une sortie potentielle, ce qui aurait déclenché l’action interdite de cette dernière.
- Koichi Kizakura (黄桜 公一 Kizakura Kōichi)

Le "Scout Ultime" est l'ancien responsable de la classe 77, mais à cause de son penchant pour l'alcool, ce rôle revint à Chisa. Très proche de Jin Kirigiri, il lui a fait la promesse de veiller sur sa fille, Kyoko. Il meurt en réalisant son action interdite "ouvrir la main gauche" afin de sauver cette dernière qui allait tomber dans une fosse créée par Ruruka.
- Miaya Gekkogahara (月光ヶ原 美彩 Gekkōgahara Miaya)

"L'Ultime Thérapeute" est une personne en fauteuil roulant, silencieuse et timide, ne s'exprimant qu'au travers d'un avatar de Monomi. Son action interdite est de "faire des virages à droite". Cependant, elle se révèle comme étant un robot contrôlé par Monaca qui voulait simplement voir Makoto désespérer, la vraie Miaya ayant été assassinée. Une fois que Monaca abandonne son objectif du désespoir, elle s'en sert pour délivrer un message à Makoto avant de la passer en pilotage automatique ce qui la pousse à tuer ses adversaires. Elle est détruite par Kyosuke. 
- Ruruka Ando (安藤 流流歌 Andō Ruruka)

L'"Ultime Confiseuse" est une élève de Hope's Peak Academy qui s'est fait renvoyer avec Seiko et Izayoi. Elle entretient une relation avec ce dernier à qui elle donne sans arrêt des bonbons. Elle le tue après qu'il a découvert une sortie, sa fuite pouvant déclencher son action interdite "laisser s'échapper quelqu'un du jeu". Elle tente de tuer Kyoko qui examine le cadavre de Izayoi, ce qui entraîne la mort de Koichi. Elle finit par mourir en visionnant la vidéo du désespoir.
- Juzo Sakakura (逆蔵 十三 Sakakura Jūzō)

Le "Boxeur Ultime" est un ami de Chisa et Kyosuke pour lequel il a des sentiments romantiques. Il est un agent de sécurité à Hope's Peak Academy et sert d'espion à Kyosuke. Junko le fait chanter en menaçant de révéler ses sentiments afin qu'il la libère. Au cours du jeu, il devient la dixième et dernière victime après s'être fait poignarder par Kyosuke qui l'accuse de faire partie du "Désespoir Ultime". En utilisant ses dernières forces, il se coupe le bras et parvient à couper le courant des bracelets et du bâtiment avant de mourir sans avoir pu avouer ses sentiments amoureux à son meilleur ami (Kyosuke)

## Danganronpa V3: Killing Harmony
- Shuichi Saihara (最原 終一 Saihara Shūichi)

Doublage : Megumi Hayashibara (Japonais), Grant George (Anglais)
Le Détective Ultime (超高校級の探偵 Chō-kōkō-kyū no Tantei; Ultimate Detective) est le protagoniste principal du jeu qui est contrôlé par le joueur après la mort de Kaede. C'est un étudiant doux et peu sûr de lui. Il pense qu'il ne mérite pas son talent, et que les affaires qu'il a résolues l'ont été avec de la chance. Il devient ami avec Kaede qui le soutient et le motive. Grâce à ça il devient une figure centrale dans la résolution des meurtres. Après la mort de Kaede, il devient très proche de Kaito puis de Maki avec lesquels il tente de résoudre les mystères entourant leur situation. Il survit à la tuerie et revient dans le monde réel avec Maki et Himiko.
- Kaede Akamatsu (赤松 楓 Akamatsu Kaede)

Doublage :  Sayaka Kanda (Japonais), Erika Harlacher (Anglais)
La Pianiste Ultime (超高校級のピアニスト Chō kōkō-kyū no Pianisuto; Ultimate Pianist) est une étudiante généralement de bonne humeur, optimiste et travailleuse. Surnommé la "folle du piano" par ses amis, elle a gagné de nombreux concours pour obtenir ce titre d'Ultime. Pendant le premier chapitre, elle tente tout pour que chaque étudiant travaille ensemble et essaie de tous les faire sortir en vie. Cet objectif la pousse à mettre en œuvre un plan pour tuer le mastermind, mais la victime s'avère être Rantaro. Reconnue coupable, elle est pendue sur un piano géant. Dans le dernier chapitre, il s'avère qu'elle est innocente du meurtre de Rantaro et que son plan a échoué. C'est le mastermind qui est le vrai coupable et a fait porter la responsabilité à Kaede.
- K1-B0 (キーボ Kībo)

Doublage : Tetsuya Kakihara (Japonais), Lucien Dodge (Anglais)
Le Robot Ultime (超高校級のロボット Chō kōkō-kyū no Robotto; Ultimate Robot) nommé aussi Keebo a été créé par le professeur Iidabashi (飯田橋博士 Īdabashi hakase). Doté d'une intelligence artificielle évolutive, il est capable de grandir et de ressentir des émotions, le rendant presque plus humain que les autres étudiants. Il est un fervent défenseur des droits des robots et lutte contre la robophobie. Tout au long du jeu, il entend des voix qui lui disent quoi faire. Cependant, quand son ahoge est détruit au cours du chapitre 5, les voix disparaissent et il commence à questionner la nature de l'espoir et du désespoir. Il se met à détruire l'école et laisse jusqu'à l'aube à Shuichi et aux autres survivants la mission de trouver le mastermind. Il s'avère qu'il est une création de l'équipe de production de Danganronpa afin que les téléspectateurs puissent avoir un impact sur le jeu[source insuffisante]. Son intelligence artificielle est détruite au cours du sixième procès afin de laisser l'audience choisir le futur du jeu. Il se sacrifie, après avoir exécuté Tsumugi, dans une attaque suicide qui détruit le dôme entourant l'école.
- Maki Harukawa (春川 魔姫 Harukawa Maki)

Doublage : Maaya Sakamoto (Japonais), Erica Mendez (Anglais)
Présenté comme la "Nurse Ultime" (超高校級の保育士 Chō kōkō-kyū no Hoiku-shi; Ultimate Child Caregiver), elle a un caractère qui ne correspond pas à son titre. Elle est assez froide, solitaire et affirme ne pas aimer les enfants. Après avoir regardé sa vidéo de présentation, Kokichi révèle que son vrai titre est "L'Assassin Ultime" (超高校級の暗殺者 Chō kōkō-kyū no Ansatsusha; Ultimate Assassin). Elle a été vendue par son orphelinat à un groupe d'assassins qui lui a appris les techniques qui lui ont permis d'obtenir son titre. Elle crée progressivement un lien avec Shuichi et Kaito pour lequel elle développe des sentiments amoureux, celui-ci étant la première personne à qui elle a pu s'ouvrir. Elle survit à la tuerie avec Himiko et Shuichi. 
- Kaito Momota (百田 解斗 Momota Kaito)

Doublage : Ryōhei Kimura (Japonais), Kyle Hebert (Anglais)
L'Astronaute Ultime (超高校級の宇宙飛行士 Chō kōkō-kyū no Uchū Hikō-shi; Ultimate Astronaut) est un étudiant qui a toujours rêvé d'aller dans l'espace, allant jusqu'à se fabriquer un faux diplôme pour devenir le plus jeune astronaute. Il se laisse guider par ses émotions laissant régulièrement la logique de côté, ce qui lui vaut certaines incompréhensions avec Shuichi avec lequel il a développé des liens très forts. Il aide Maki à s'ouvrir et la protège des attaques verbales des autres ultimes, inquiets de son talent. Il adopte une attitude de grand frère envers Shuichi et Maki faisant tous pour les protéger. Atteint d'une maladie mortelle qui l'affaiblit peu à peu, il décide de ne pas mourir avant d'atteindre son rêve. Il collabore avec Kokichi dans le chapitre 5, le tuant  puis se cachant dans un robot, créant un meurtre que même Monokuma ne peut résoudre afin de remettre en doute la logique même des procès de classe. Reconnu finalement coupable, il se fait exécuter en étant envoyé dans le ciel avec une rocket qui retombe au sol. Cependant, il meurt de sa maladie avant la fin de l’exécution, heureux d'avoir réalisé son rêve d'aller dans l'espace.
- Himiko Yumeno (夢野 秘密子 Yumeno Himiko)

Doublage : Aimi Tanaka (Japonais), Christine Marie Cabanos (Anglais)
La Magicienne Ultime (超高校級のマジシャン Chō kōkō-kyū no Majishan; Ultimate Magician) et une fille lente et fainéante qui est convaincue que ses tours basiques sont de la vraie magie. Elle préfère être appelée la Mage Ultime. Les autres ultimes lui demandent souvent d'utiliser sa magie, mais elle refuse en affirmant qu'elle n'a pas assez de mana. Elle a du mal à exprimer ses émotions et s'aperçoit de son amitié pour Tenko seulement après sa mort. Elle suit son conseil et commence à exprimer ses sentiments. Sa personnalité change et elle n'hésite plus à aller de l'avant. Elle survit à la tuerie avec Shuichi et Maki[source insuffisante].
- Rantaro Amami (天海 蘭太郎 Amami Rantarō)

Doublage : Hikaru Midorikawa (Japonais), Johnny Yong Bosch (Anglais)
L"Ultime ???" est un étudiant étrange qui ne se souvient plus de son talent, mais semble en savoir plus que ses camarades sur les circonstances de la tuerie. En cherchant des indices sur le mastermind, il semble être tué par le plan de Kaede. Cependant, au cours du chapitre 6, c'est le mastermind qui se révèle être le véritable assassin. Rantaro est en fait le "Survivant Ultime" (超高校級の生存者 Chō kōkō-kyū no Seizonsha; Ultimate Survivor). Il a obtenu ce titre après avoir survécu à la précédente édition de Danganronpa ce qui lui a donné l'avantage de pouvoir se transmettre un indice avant que ses souvenirs soit effacés. Tsumugi, le mastermind, l'a tué pour éviter qu'il gagne une deuxième édition, ce qui pourrait faire baisser les audiences.
- Ryoma Hoshi (星 竜馬 Hoshi Ryōma)

Doublage : Akio Ōtsuka (Japonais), Chris Tergliafera (Anglais)
Le "Tennisman Ultime" (超高校級のテニス選手 Chō kōkō-kyū no Tenisu Senshu; Ultimate Tennis Pro) est un petit étudiant possédant une voix très grave. C'est un ancien génie du tennis qui a été arrêté puis condamné à mort après avoir tué tous les membres d'une organisation mafieuse. Il ne sait pas s'il reste quelqu'un qui tient à lui dans le monde. Au cours du chapitre 2, sa vidéo de motivation est complètement vide, indiquant que plus personne ne tient à lui dans le monde. Il décide donc de mourir et offre sa vie à Kirumi.
- Kirumi Tojo (東条 斬美 Tōjō Kirumi)

Doublage : Kikuko Inoue (Japonais), Kira Buckland (Anglais)
L'Ultime Maid (超高校級のメイド Chō kōkō-kyū no Meido; Ultimate Maid) est une étudiante qui a juré de répondre à toutes les demandes de ses maîtres. Elle se montre attentive aux besoins de ses camarades au cours de la tuerie en répondant à la plupart de leurs envies. La vidéo de motivation du chapitre 2 révèle qu'elle était la servante du premier ministre du Japon. Par son talent, elle est devenue le véritable dirigeant du pays qu'elle a réussi à redresser. Craignant pour la sécurité de ses citoyens en son absence, elle décide de quitter l'académie. Elle tue Ryoma qui la laisse faire, mais elle est désignée coupable au cours du procès. Pendant son exécution, elle est poursuivie par des manifestants et cherche à s'enfuir en grimpant le long d'une corde d'épines. Blessé par les épines et les différents pièges présents pendant la montée, elle pense finalement atteindre la liberté, mais la corde se casse, la faisant tomber vers sa mort. 
- Angie Yonaga (夜長 アンジー Yonaga Anjī)

Doublage : Minori Suzuki (Japonais), Cassandra Lee Morris (Anglais)
L'Artiste Ultime (超高校級の美術部 Chō kōkō-kyū no Bijutsu-bu; Ultimate Artist) est une étudiante très religieuse qui pense porter la parole du dieu de son île, Atua. Elle montre une attitude positive irréelle dans la plupart des situations, et ne montre pas de sentiments particuliers lors des meurtres. Dans le chapitre 3, elle forme un conseil des étudiants pour lutter contre la tuerie, mais celui-ci se transforme bientôt en une secte qui restreint de plus en plus la liberté des étudiants, au point que les investigations pour découvrir la vérité sur la tuerie se retrouvent entravées.[Pas dans la source] Angie se fait tuer par Korekiyo après avoir découvert son plan de meurtre.
- Tenko Chabashira (茶柱 転子 Chabashira Tenko)

Doublage : Sora Tokui (Japonais), Julie Ann Taylor (Anglais)
L'Aïkidoka Ultime (超高校級の合気道家 Chō kōkō-kyū no Aikidō-ka; Ultimate Aïkido Master) est une étudiante énergique qui déteste les hommes. Elle a développé une nouvelle technique appelée "Neo-Aïkido". Elle se rapproche de Himiko et souhaite intégrer sa magie à cette nouvelle technique. Elle se montre très protectrice envers elle, la protégeant lorsqu'elle se fait attaquer par des insectes, ou en la défendant lors du deuxième procès quand elle se fait accuser. Tenko se fait tuer par Korekiyo au cours du rituel du transfert d'étudiant ayant pour objectif de parler à la défunte Angie.
- Korekiyo Shinguji (真宮寺 是清 Shinguji Korekiyo)

Doublage : Kenichi Suzumura (Japonais), Todd Haberkorn (Anglais)
L'Anthropologue Ultime (超高校級の民俗学者Chō kōkō-kyū no Minzoku Gakusha; Ultimate Anthropologist) est un étudiant calme et intelligent qui est passionné par l'origine des coutumes humaines. Son apparence est assez particulière. Il porte en permanence un masque devant sa bouche et reconnait lui-même qu'il ressemble à un tueur. Au cours du procès, on découvre que Korekiyo entretenait une relation incestueuse avec sa grande sœur qu'il considérait comme son seul vrai amour. Cette dernière meure de maladie et Korekiyo décide de tuer 100 filles qu'il trouve exceptionnelles afin de lui tenir compagnie dans l'au-delà. Il s'est fabriqué une deuxième personnalité la représentant qu'il déclenche en enlevant son masque, révélant son rouge à lèvres qui indique son dédoublement de personnalité. Lors de son exécution, il est ébouillanté, puis son esprit est chassé de l'au-delà par l'esprit de sa sœur et Monokuma.
- Miu Iruma (入間 未兎 Iruma Miu)

Doublage : Haruka Ishida (Japonais), Wendee Lee (Anglais)
L'Ultime Inventrice (超高校級の発明家 Chō kōkō-kyū no Hatsumeika; Ultimate Inventor) est une étudiante célèbre pour avoir inventé de nombreux objets utiles, qu'elle considère pourtant comme des échecs. Elle est perverse, grossière et impolie mais perd tous ses moyens quand on lui tient tête. Elle élabore un plan pour tuer Kokichi et accuser Kaito en modifiant le monde virtuel laissé par Monokuma. Son plan échoue lorsque Kokichi trompe Gonta et le fait tuer Miu. Plus tard, on apprend qu'elle a fabriqué une télécommande permettant de contrôler les Exisals (les robots contrôlés par les Monokubs) ainsi qu'une bombe électromagnétique permettant de désactiver toutes les machines électroniques aux alentours. Ces deux inventions sont utilisées par Kokichi pour créer un meurtre que Monokuma lui-même est incapable de résoudre.
- Gonta Gokuhara (獄原 ゴン太 Gokuhara Gonta)

Doublage : Shunsuke Takeuchi (Japonais), Kaiji Tang (Anglais)
L'Entomologiste Ultime (超高校級の昆虫博士 Chō kōkō-kyū no Konchū Hakase; Ultimate Entomologist) est un étudiant au physique impressionnant qui adore les insectes et rêvent de devenir un gentleman. Après s'être en forêt, il se fait adopter et élever par une famille de loups. Malgré son apparence menaçante, il déteste la violence et se montre très protecteur envers ses camarades. Il tue Miu dans le monde virtuel et souhaite tuer les autres étudiants car il est convaincu que c'est la seule façon de les sauver du désespoir provoqué par la situation du monde extérieur que lui a montré Kokichi[source insuffisante]. À la suite d'un mauvais branchement du casque de réalité virtuel, il perd tous ses souvenirs du monde virtuel en revenant à la réalité. Désigné coupable pour un meurtre dont il ne se souvient plus, il est piqué par des guêpes mécaniques, puis par une guêpe géante lui transperce la poitrine. Il est ensuite brûlé au lance-flamme par Monokuma.
- Kokichi Ôma (王馬 小吉 Ōma Kokichi)

Doublage : Hiro Shimono (Japonais), Derek Stephen Prince (Anglais)
Le Despote Ultime et également le nouveau président de la Russie selon un mème par ses fans, (超高校級の総統 Chō kōkō-kyū no Sōtō; Ultimate Supreme Leader) est un étudiant à l'apparence enfantine et sournoise qui se déclare le chef d'une bande de 10000 criminels, alors qu'en réalité, il ne commande que 11 farceurs et petits criminels dont le mot d'ordre est "pas de meurtre" uniquement faire des crimes risibles. Très intelligent et manipulateur, il est impossible de savoir s'il dit la vérité ou non. Il affirme aimer la tuerie et se retrouve souvent en conflit avec les autres membres du groupe, particulièrement Maki et Kaito. Il finit par révéler qu'il est le mastermind qui contrôle Monokuma et les Exisals et révèle que le monde extérieur est détruit et que les étudiants survivants sont les seuls rescapés. Cependant cette information se révèle être un mensonge. Il utilise la télécommande fabriquée par Miu pour commander les exisals et garder Monokuma otage. Il a fait ce mensonge dans le seul espoir de mettre un terme à la tuerie, en pensant que les survivants seraient trop abattus pour continuer. À la suite de la rébellion de Kaito, il le prend en otage, mais celui-ci parvient à se libérer. Maki arrive à ce moment sur un exisal et tire un carreau d'arbalète empoisonné sur Kokichi, mais celui-ci est protégé par Kaito. Affolée, elle repart pour chercher un antidote, mais Kokichi s'enferme à nouveau, parvint à attraper l'antidote et fait semblant de le boire. Celui-ci élabore alors un plan pour créer un meurtre impossible à résoudre même pour Monokuma, en faisant semblant de tuer Kaito, alors qu'en réalité, c'est lui qui se fait tuer, écrasé sous une presse hydraulique afin de rendre son corps non reconnaissable. Les caméras de Monokuma ayant été mises hors d'usage auparavant.
- Tsumugi Shirogane (白銀 つむぎ Shirogane Tsumugi)

Doublage : Mikako Komatsu (Japonais), Dorothy Elias-Fahn (Anglais)
La Cosplayeuse Ultime (超高校級のコスプレイヤー Chō kōkō-kyū no Kosupureiyā; Ultimate Cosplayeur) est une otaku silencieuse qui fait de nombreuses références à des animes connus. Malgré son titre, elle se déguise très rarement et préfère fabriquer des costumes pour les autres et elle est atteinte d'une réaction allergique si elle tente de se déguiser en une personne réelle. Dans le procès du chapitre 6, elle se révèle être le mastermind de cette tuerie. Elle fait partie de l'équipe de production de la téléréalité Danganronpa et incarne la 53eme génération de Junko Enoshima. Son rôle est d'élaborer le scénario de la tuerie et de veiller à son bon déroulement, prenant par exemple la décision de tuer Kaede qui était trop proche de la vérité et Rantaro dont la seconde victoire aurait pu lasser l'audience. Elle fabrique également les faux souvenirs, par exemple que Kokichi ferait partie du "désespoir ultime", qui sont fournis aux étudiants avec les lampes à souvenir. Finalement, elle ordonne à Keebo de détruire l'académie après la décision des téléspectateurs de mettre un terme à Danganronpa. Elle se laisse tuer en même temps que cette série qu'elle aimait par-dessus tout.
Les Monokubs (モノクマーズ Monokumāzu, The Monokumarz)
Ces 5 ours en peluche qui se présentent comme les enfants de Monokuma sont les antagonistes secondaires du jeu. Il contrôle chacun un exisals. 
- Monotaro (モノタロウ Monotarō) : Le chef des Monokubs est de couleur rouge et porte une écharpe.Il est décapité au cours de l'exécution de Gonta.
- Monodam (モノダム Monodamu) : Un ours vert robotique qui ne parle presque pas à cause des abus dont il est victime. Il tue à tour de rôle Monokid et Monosuke au cours des deux premières exécutions et finit par se suicider au cours de la troisième.
- Monosuke (モノスケ) : Il s'agit d'un ours de couleur jaune portant des lunettes. Il est assez bavard et semble être le plus intelligent du groupe. Il se fait tuer par Monodam au cours de l'exécution de Kirumi.
- Monokid (モノキッド Monokiddo) : Un ours de couleur bleu bruyant et malpolie qui passe son temps à harceler Monodam. Il se fait tuer par celui-ci qui le pousse dans le piano au cours de l'exécution de Kaede.
- Monophanie (モノファニー Monofanī) : La seule fille des monokubs. Elle porte la couleur rose et semble ne pas supporter la violence. Elle meurt pendant l'exécution de Gonta lorsque la guêpe géante émerge de son ventre.